# 몬타시오
몬타시오(이탈리아어: montasio)는 이탈리아 프리울리베네치아줄리아주에서 생산되는 우유로 만든 치즈이다. 베네토주에서도 생산된다.
원산지 명칭 보호 자격을 1986년 획득했다. 부드러운 치즈로서 지방 함량은 32%여서 부드럽다. 겉 껍질은 자연스러운 형태를 띠며 옅은 노란색을 띤다.